# Enchiridion Vaticanum
L'Enchiridion Vaticanum è una pubblicazione delle Edizioni Dehoniane Bologna che raccoglie tutti i documenti ufficiali della Santa Sede dal 1962 in avanti: i documenti del Concilio Vaticano II, le encicliche e gli altri documenti pontifici, i documenti delle Congregazioni romane, il Codice di Diritto Canonico. Fino al 2019 la pubblicazione era arrivata al volume 32, che interessa l'anno 2016.
Dopo il volume 10 (documenti degli anni 1986-87) si inserisce un supplemento con gli omissis degli anni precedenti, e un volume di indici: S1; un ulteriore volume di supplemento, comprendente altri omissis e indici dei dieci volumi precedenti, segue il volume 20 (documenti dell'anno 2001): S2. Ultimo di questa serie è il volume S3, con "omissis" e indici generale delle annate 1988-2001, uscito nel 2005.
I documenti sono presentati nella lingua originale, per lo più il latino ma, negli ultimi anni, sempre più anche lingue moderne come italiano, inglese, francese, tedesco e spagnolo. A fronte viene sempre riportata la traduzione italiana.
Una numerazione unica dei paragrafi permette di individuare ogni singolo brano mediante la semplice indicazione del volume e del paragrafo, il che ha contribuito a rendere la pubblicazione un punto di riferimento spesso utilizzato anche a livello ufficiale e scientifico.
Ogni volume è corredato da una serie di indici (cronologico, per incipit, di emanazione, biblico, delle fonti e analitico) per rendere più facile ed efficace la consultazione.